# Affärsmannaskap
Affärsmannaskap är ett begrepp som ofta används inom affärsvärlden. Termen beskriver en aktörs förmåga att kunna sin marknad och veta vad den vill ha samt att kombinera detta med kunskap om vad det egna företaget kan prestera för att kunna skapa ett så attraktivt erbjudande som möjligt för båda parter.